# Apró szegfűgomba
Az apró szegfűgomba  (Marasmius epiphyllus) a szegfűgombafélék családjába tartozó, lehullott levelek, ágak korhadékán élő gombafaj.

## Megjelenése
Az apró szegfűgomba kalapjának átmérője 0,4–1 cm, alakja kissé domború, idősen teljesen ellaposodik. Húsa egészen vékony, szinte egyetlen, kis esernyőre emlékeztető hártya. Széle sugarasan, szélesen bordás. Színe fiatalon fehér vagy fehéres, idősen piszkosokkeres.
Fehéres lemezei nagyon ritkán állnak, sokszor csak ráncszerűek, néha villásan elágazóak. A tönköt érintik vagy szélesen ránőnek. Spórapora fehér.
Cérnavékony tönkje fiatalon fehéres, később a töve felé barnássá válik; felülete deres.

### Hasonló fajok
Hasonlít hozzá a nyakörves szegfűgomba (Marasmius rotula) amelynek lemezei a tönk körül nyakörvszerű kolláriumot alkotnak,  a tölgyfák lehullott levelein élő feketeközepű szegfűgomba (Marasmius bulliardii), és a borostyánleveleken termű borostyán szegfűgombácska (Marasmius epiphylloides).

## Elterjedése és termőhelye
Európában és Észak-Amerikában honos. Magyarországon nem ritka. Lomberdőben, általában lehullott levelek erezetén, ágacskákon található meg. Csapadékosabb években tömeges lehet. Ősszel terem.
Nem mérgező, de kis mérete miatt étkezési szempontból nem jelentős. 

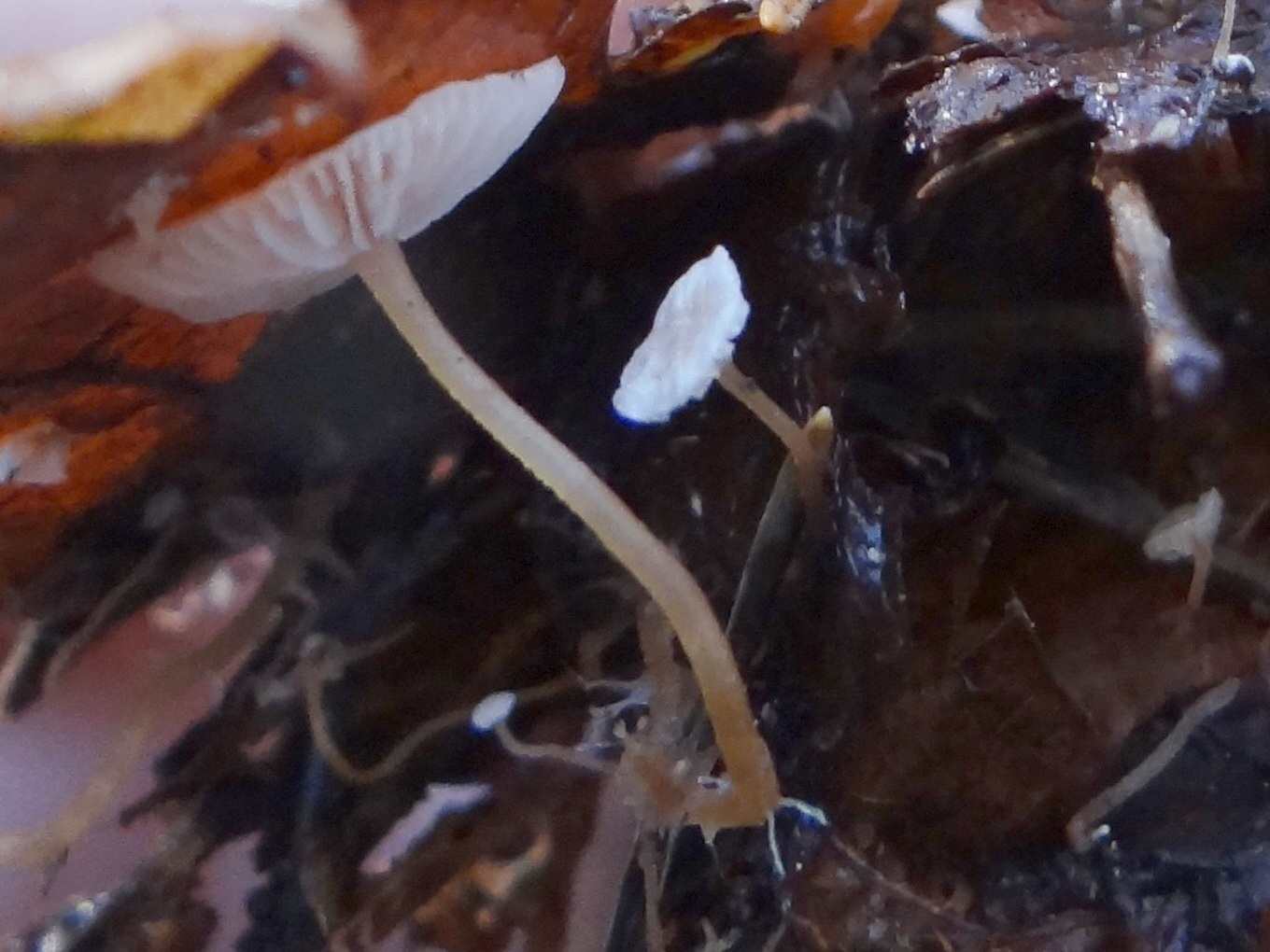
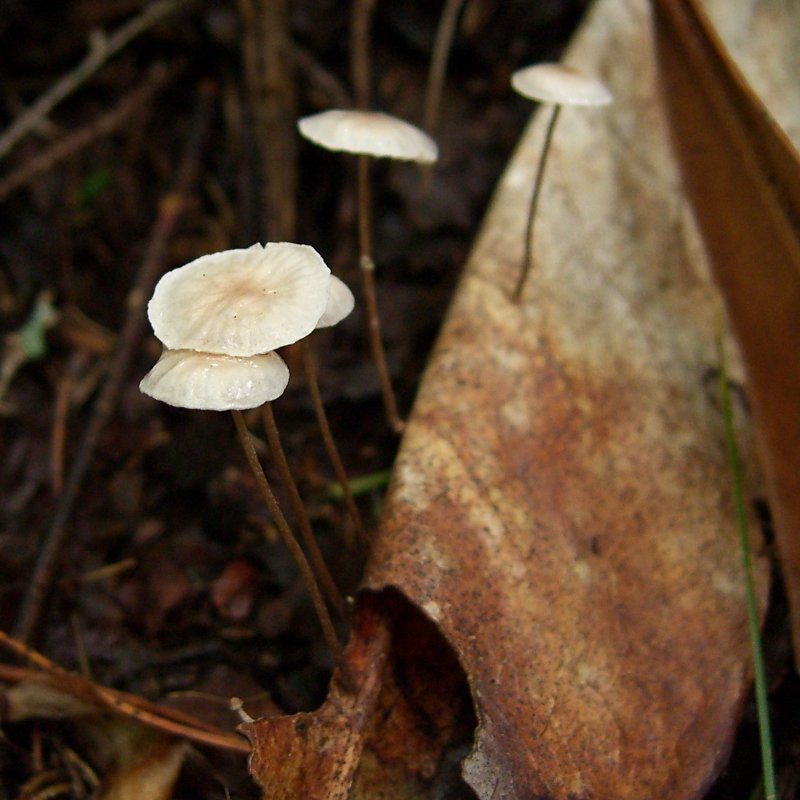
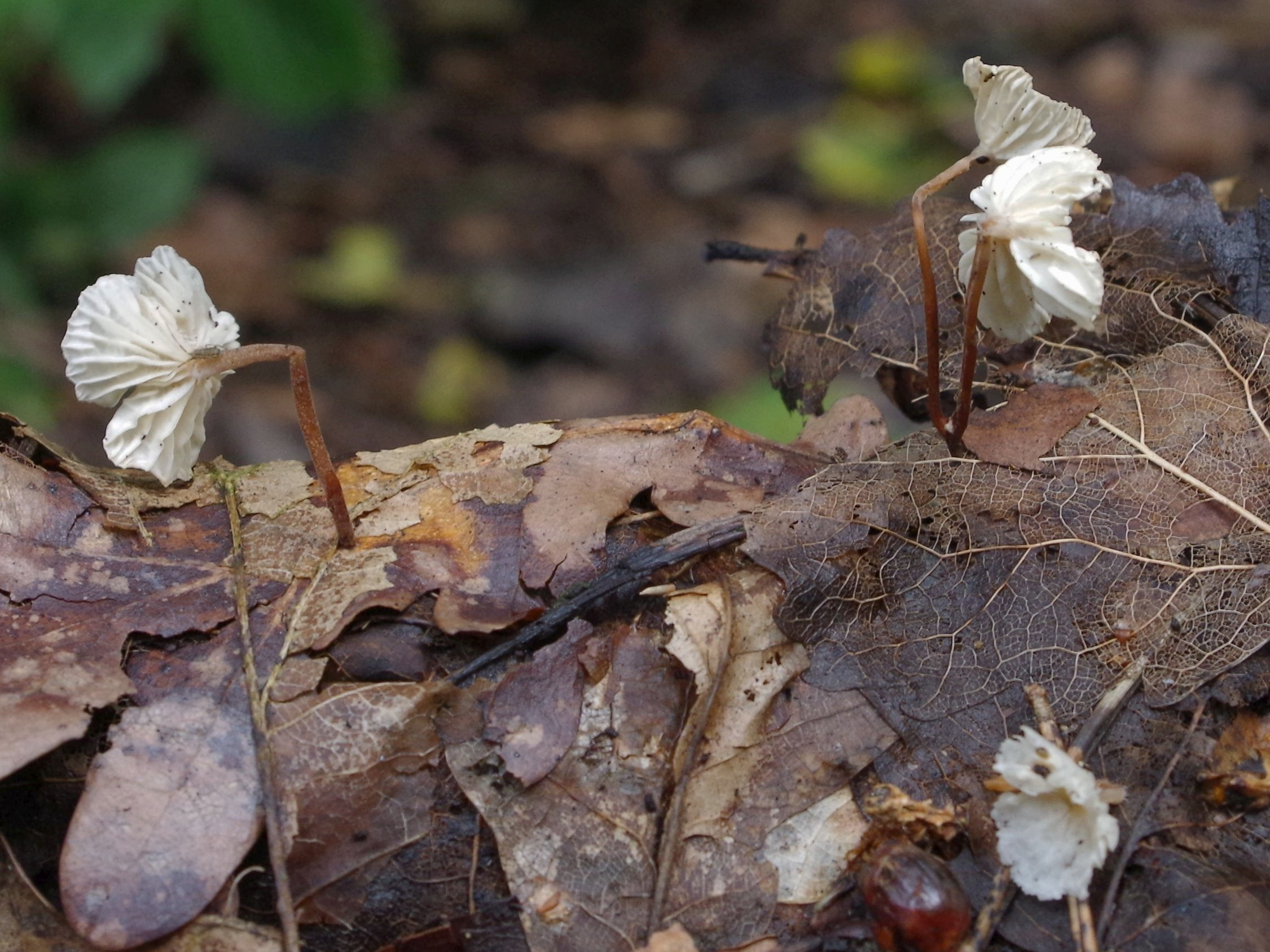